# Adela Cerezo Bautista
Adela Cerezo Bautista (Molcaxac, Puebla, 21 de marzo de 1962) es una política mexicana, miembro del Partido Revolucionario Institucional (PRI). Ha sido, entre varios cargos, diputada federal de 2000 a 2003.

## Biografía
Es profesora normalista egresada del Benemérito Instituto Normal del Estado «General Juan Crisóstomo Bonilla» y ejerció como profesora de primaria en San Salvador Huixcolotla y como instructora del Centro de Capacitación y Desarrollo de Recursos Humanos del gobierno de Puebla, entre 1981 y 1982.
Miembro activo del PRI desde 1980, perteneciendo a la Confederación Nacional de Organizaciones Populares (CNOP); en diferentes momento ocupó los cargos de secretaria adjunta a la presidencia del comité estatal, secretaria de operación y acción política del comité municipal en Puebla, secretaria de organización del comité estatal, secretaria de organización del Consejo para la Integración de la Mujer, socia fundadora de la Fundación Poblana Cambio XXI, A.C., y secretaria técnica de la comisión de Honor, Justicia y Política del comité estatal en Puebla.
De 1982 a 1983 fue analista y de 1983 a 1984 jefa de departamento en el área de recursos humanos, ambos de la oficialía mayor del gobierno de Puebla, de 1984 a 1985 fue directora de capacitación y desarrollo cultural del estado, durante 1987 fue coordinadora del Programa de la Mujer en el Consejo Estatal de Población y coordinadora de organización y métodos en el Colegio de Bachilleres. De 1989 a 1990 fue jefa de relaciones públicas en la dirección de Tránsito, en 1990 directora de proyectos especiales y de 1990 a 1992 titular de la Contraloría del municipio de Puebla y de 1992 a 1993 fue secretaria de la Contraloría General del gobierno de Puebla en los últimos meses del gobierno de Mariano Piña Olaya.
En 2000 fue elegida diputada federal por el Distrito 13 de Puebla a la LVIII Legislatura que concluyó en 2003. En dicha legislatura fue integrante de las comisiones de Radio, Televisión y Cinematografía; y, de Vigilancia de la Auditoría Superior de la Federación. 
De 2009 a 2012 fue diputada federal suplente sin haber sido llamada nunca a ocupar la titularidad en la LXI Legislatura y en que fue diputado titular Marco Antonio García Ayala; durante este periodo fungió también como delegada del comité nacional del PRI en el estado de Chihuahua. En 2012 ocupó la coordinación administrativa de la Procuraduría General de la República por nombramiento de su titular Jesús Murillo Karam, hasta 2015 en que éste dejó la PGR y pasó a ser titular de la Secretaría de Desarrollo Agrario, Territorial y Urbano y entonces nombró a Adela Cerezo como delegada del Registro Agrario Nacional en Puebla, permaneció en este cargo hasta el término del gobierno de Enrique Peña Nieto en 2018.